# DECSYSTEM-20

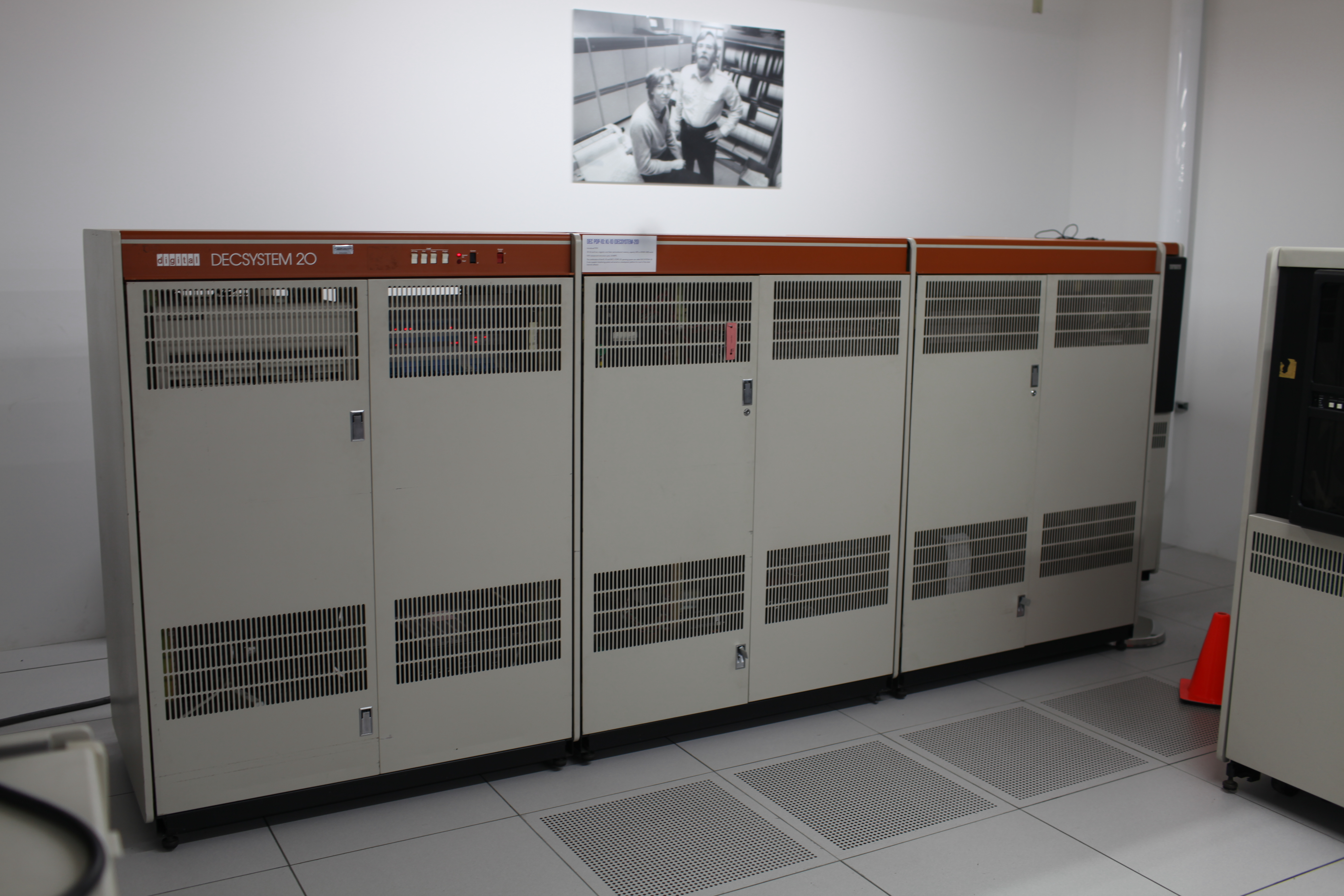
DECSYSTEM-20 KL-10 (1974) au Living Computer Museum

Le DECSYSTEM-20 était un ordinateur DEC PDP-10 équipé du système d'exploitation propriétaire TOPS-20.
Le DEC-20 était parfois appelé PDP-20, mais jamais par DEC.